# 하야시 요시마사
하야시 요시마사(林 芳正, 1961년 1월 19일~)는 일본의 정치인이다. 이전에는 문부과학대신, 방위대신을 지냈다. 이후 중의원으로 출마해 2021년 제49회 일본 중의원 의원 총선거에서 가와무라 다케오의 정계은퇴로 공석이 된 야마구치현 제3구에서 출마해 당선되었다. 2021년 11월부터 2023년 9월까지 일본 외무대신을 맡았다.

## 생애
도쿄도에서 통상산업성 관료인 하야시 요시로의 장남으로 태어났다. 야마구치현 시모노세키시에서 자랐다. 1984년 도쿄대학교 법학부를 졸업하였다. 1984년 미쓰이물산 입사하였으며 1991년 미국 하버드대학교 대학원 방문연구원, 1992년 9월 하버드대학교 케네디스쿨에 입학했다. 같은해 12월 부친이 미야자와 개조 내각에서 대장상에 취임하자 대학원을 휴학하고 귀국해 비서직을 수행했다. 1995년 제17회 참의원 의원 선거에 자유민주당 공인으로 야마구치현에서 출마해 당선되었다. 2001년 7월에 제19회 참의원 의원 선거에서 재선하였으며, 2004년 10월 참의원 외교방위위원회 위원장에 취임했다. 2006년 9월에 발족한 아베 내각에서 내각부 부대신에 임명됐다. 2007년 제21회 참의원 의원 선거에서 재당선되어 3선을 채웠다. 2008년 8월 후쿠다 야스오 개조 내각에서 방위대신에 취임했다. 2009년 8월 중의원 총선거 대패후 다니가키 사다카즈 총재 밑에서 정무조사회장 대리 겸 참의원 정책조사회장을 지냈다. 2012년 9월 26일 자유민주당 총재 경선에 입후보했다. 1차 투표에서 27표를 얻는데 그쳐 후보 5명 중 최하위에 머물렀다.

## 역대 선거 결과
|  | 46.10% |

|  | 61.40% |

|  | 56.73% |

|  | 79.36% |

|  | 69.97% |

|  | 76.94% |